# كومب بود (كورنوال)
كومب بود (بالإنجليزية: Coombe, Bude)‏ هي قرية تقع في المملكة المتحدة في كورنوال.